# Pseuduvaria costata
Pseuduvaria costata là loài thực vật có hoa thuộc họ Na. Loài này được Rudolph Herman Scheffer miêu tả khoa học đầu tiên năm 1885 dưới danh pháp Orophea costata. Năm 1956 James Sinclair chuyển nó sang chi Pseuduvaria.

## Phân bố
Loài này có ở New Guinea.